# Лејк Линден (Мичиген)
Лејк Линден (енгл. Lake Linden) град је у америчкој савезној држави Мичиген.

## Демографија
По попису из 2010. године број становника је 1.007, што је 74 (-6,8%) становника мање него 2000. године.
| Група             | 2000.         | 2010.       |
| Белци             | 1.047 (96,9%) | 975 (96,8%) |
| Афроамериканци    | 1 (0,1%)      | 0 (0,0%)    |
| Азијати           | 5 (0,5%)      | 2 (0,2%)    |
| Хиспаноамериканци | 10 (0,9%)     | 8 (0,8%)    |
| Укупно            | 1.081         | 1.007       |